# Ivachnófalu
Ivachnófalu (szlovákul Ivachnová) község Szlovákiában, a Zsolnai kerületben, a Rózsahegyi járásban.

## Fekvése
Rózsahegytől 10 km-re keletre, a Vág partján, 512 m magasan fekszik.

## Története
A település még 1298 előtt keletkezett Liptótepla határában azon a területen, melyet Zalok fia Ivánka kapott adományként. A 13. század végén egy bizonyos Ivánka földjeként említik. 1300-ban III. András király Ivánka fiának Jakabnak adja. Ezután helyi nemesi birtok, majd királyi birtokként a liptói váruradalom része. 1469-ben „Iwachnowa” alakban említik, 1535-ben „Iwaknowa” a neve. 1536-ban 7 adózó porta volt a faluban. 1544-től I. Ferdinánd király adományaként a Ráday családé. 1589-ben 12 zsellér háztartása volt. Sokat szenvedett a Vág árvizei miatt. 1715-ben 16 adózó családfője volt. 1784-ben a II. József által elrendelt népesség összeírásban 39 házában 301 lakost számláltak.
A 18. század végén Vályi András így ír róla: „IVÁNOVA. Tót falu Liptó Várm. földes Ura Rhády Uraság, lakosai katolikusok, fekszik Vág vizéhez közel, Rozenberghez 1 mértföldnyire, Szent Mihálynak filiája, határja meg lehetős, vagyonnyai külömbfélék.”
1813-ban nagy árvíz pusztította a falut. 1828-ban 32 házában 311 lakos élt, akik főként mezőgazdasággal foglalkoztak.
Fényes Elek 1851-ben kiadott geográfiai szótárában így ír a faluról: „Ivachnófalva, tót falu, Liptó vmegyében, a Vágh bal partján: 308 kath., 3 evang. lak. Termeszt rozsot, buzát, kolompért, hüvelyes veteményeket. Kastély. F. u. Rády család. Ut. p. Rosenberg.”
A trianoni diktátumig Liptó vármegye Németlipcsei járásához tartozott.
A polgármesteri hivatal építésekor a Ráday család 1625-ból származó sírkövét találták meg.

## Népessége
| Év:            | 1994. | 2004.   | 2014.   | 2024.    |
| -------------- | ----- | ------- | ------- | -------- |
| Emberek száma: | 475   | 500     | 581     | 760      |
| Eltérés:       |       | +5,26 % | +16,2 % | +30,80 % |

| Év:            | 2023. | 2024.   |
| -------------- | ----- | ------- |
| Emberek száma: | 728   | 760     |
| Eltérés:       |       | +4,39 % |

1910-ben 296, túlnyomórészt szlovák lakosa volt.
2001-ben 481 lakosából 478 szlovák volt.
2011-ben 501 lakosából 490 szlovák.

## Nevezetességei
- Nepomuki Szent János tiszteletére szentelt klasszicista kápolnája a 19. században épült.

## Külső hivatkozások
- Hivatalos oldal
- Községinfó
- Ivachnófalu Szlovákia térképén
- A község története (szlovákul)
- E-obce.sk Archiválva 2007. november 3-i dátummal a Wayback Machine-ben